# Sigvard Sivertsen
Sigvard Jakob Sivertsen, född 27 februari 1881, död 27 december 1963, var en norsk gymnast.
Sivertsen tävlade för Norge vid olympiska sommarspelen 1908 i London, där han var med och tog silver i lagmångkampen.
Vid olympiska sommarspelen 1912 i Stockholm var Sivertsen med och tog guld i lagtävlingen i fritt system. 